# 多刺锦鸡儿
多刺锦鸡儿（学名：Caragana spinosa）为豆科锦鸡儿属下的一个种。

## 扩展阅读
- 維基物種上的相關：多刺锦鸡儿